# Ольховка (Казахстан)
Ольхо́вка (каз. Ольховка) — село у складі Успенського району Павлодарської області Казахстану. Входить до складу Ольгинського сільського округу.
Населення — 78 осіб (2021; 99 у 2009, 184 у 1999, 232 у 1989).
Національний склад станом на 1989 рік:
- українці — 37 %
- казахи — 23 %